# Уиндоу-Рок
Уиндоу-Рок (англ. Window Rock, навахо Tségháhoodzání) — город в округе Апаче, штат Аризона, США. Административный центр Навахо-Нейшен, крупнейшей индейской резервации США. В Уиндоу-Рок находится Парламент навахо. Название города означает буквально «скала с окном» и происходит от одной из необычных геологических формаций (большое отверстие в скале), расположенной около города.

## Население
Уиндоу-Рок лежит в центре индейской резервации, и большинство его населения составляют индейцы. По переписи населения 2000 года индейцы составляли 95,46 % населения, белые — 3,17 %, американцы латиноамериканского происхождения — 1,44 %. Всё население Уиндоу-Рок составляло 3 059 человек, 876 семей.

## Культура
В городе расположен Зоологический и ботанический парк Навахо-Нейшен.